# Nathaniel Kleitman
Nathaniel Kleitman  (Chisináu, Imperio ruso; 26 de abril de 1895-Estados Unidos, 13 de agosto de 1999) fue profesor emérito de fisiología en la Universidad de Chicago. Nacido en Chisináu, en el seno de una familia moldava de origen judío, cuando la actual Moldavia formaba parte del Imperio ruso. Abandonó su patria natal debido al antisemitismo soviético, emigrando primero a la tierra de Israel, en ese entonces bajo dominio otomano, y de allí hacia Estados Unidos en 1915, país donde se radicó de forma definitiva.
Autor del célebre libro de 1939 Sleep and Wakefulness (Sueño y vigilia), es considerado el padre de la investigación estadounidense sobre el sueño. Al lado de su estudiante de posgrado Eugene Aserinsky, descubrió el sueño de movimientos oculares rápidos (MOR) (también sueño REM, del inglés rapid eye movements) y demostró que está correlacionado con la actividad eléctrica del cerebro durante las ensoñaciones.
Nathaniel Kleitman emigró a los Estados Unidos en 1915, obtuvo el doctorado en el Departamento de Fisiología de la Universidad de Chicago en 1923 (con la tesis "Studies on the physiology of sleep"/"Estudios sobre la fisiología del sueño") y comenzó a trabajar en ese lugar en 1925. Dos de sus estudiantes llegaron a ser célebres investigadores de medicina del sueño: el ya mencionado Eugene Aserinsky y William Charles Dement.